# Raymond Fung
Raymond „Ray“ Fung (* am 6. Mai 1969 in Hongkong) ist ein US-amerikanischer Snookerspieler, der 2017 die Snooker-Meisterschaft der Vereinigten Staaten gewann.

## Karriere
Fung stammt ursprünglich aus Hongkong und ließ sich in Brooklyn nieder. Erstmals in Erscheinung trat Fung im Jahr 2004, als er den zweiten Platz bei der Snooker-Meisterschaft der Vereinigten Staaten belegte und bei der Amateurweltmeisterschaft in der Gruppenphase ausschied. Ab 2009 nahm er regelmäßig an der US-amerikanischen Meisterschaft teil und schied 2009 und 2010 im Halbfinale und 2013 in einer vorherigen Runde aus. 2014 erreichte er schließlich das Endspiel, unterlag aber Ajeya Prabhakar. Nachdem er 2014 und 2015 jeweils im Halbfinale gegen Sargon Isaac verloren hatte, erreichte er 2017 erneut das Finale und gewann in diesem mit 5:4 gegen Ahmed Aly Elsayed den Meistertitel. 2018 kam es im Finale zu einer Neuauflage des Vorjahresendspiels, diesmal musste sich Fung aber mit 2:5 geschlagen geben. 2019 und 2021 schied er jeweils im Halbfinale aus, 2022 verlor er das Endspiel gegen Steven Wong. Seit 2021 ist er zudem Mitglied im Vorstand des US-amerikanischen Snooker-Verbandes.

## Spielweise
Im Kontext von Fungs Meistertitel wird dieser für seinen Fokus und seine Intensität beim Snooker spielen gelobt.

## Erfolge
| Ausgang         | Jahr | Turnier                                       | Finalgegner       | Ergebnis     |
| --------------- | ---- | --------------------------------------------- | ----------------- | ------------ |
| Amateurturniere |      |                                               |                   |              |
| Zweiter         | 2004 | Snooker-Meisterschaft der Vereinigten Staaten | Kenny Kwok        | Gruppenphase |
| Zweiter         | 2014 | Snooker-Meisterschaft der Vereinigten Staaten | Ajeya Prabhakar   | 2:5          |
| Sieger          | 2017 | Snooker-Meisterschaft der Vereinigten Staaten | Ahmed Aly Elsayed | 5:4          |
| Zweiter         | 2018 | Snooker-Meisterschaft der Vereinigten Staaten | Ahmed Aly Elsayed | 2:5          |
| Zweiter         | 2022 | Snooker-Meisterschaft der Vereinigten Staaten | Steven Wong       | 3:5          |